# Ruud van Nistelrooy
Rutgerus Johannes Martinus van Nistelrooij, dit Ruud van Nistelrooy, né le 1er juillet 1976 à Oss (Brabant-Septentrional) aux Pays-Bas, est un ancien footballeur international néerlandais reconverti entraîneur. Il évoluait au poste d'attaquant du début des années 1990 à celui des années 2010. Il est considéré comme l'un des meilleurs numéro 9 des années 2000.
Véritable renard des surfaces, il possède la particularité d'avoir été sacré meilleur buteur dans trois championnats différents (Eredivisie néerlandaise, Premier League anglaise et Liga espagnole).
En août 2014, le sélectionneur des Pays-Bas, Guus Hiddink, fait appel à lui comme entraîneur adjoint.

## Biographie

### Enfance et formation
Né à Oss, aux Pays-Bas, le 1er juillet 1976 dans le centre-sud des Pays-Bas, Van Nistelrooy a développé un goût pour le sport dès son plus jeune âge, excellant dans le tennis, le football et la natation. Mais finalement, il a choisi le football comme son fort.
Enfant, Ruud n'a rien d'un prodige. Sur les terrains du Nooit Gedacht, club de Geffen dans le Brabant, on ne peut mettre en exergue que sa pointe de vitesse et son envie d'apprendre. À quatorze ans, cette dernière le pousse à rejoindre Margriet. Le club d'Oss, sa ville natale, est réputé pour la qualité de ses équipes jeunes. Au bout de trois ans, l'élève attentif et en progrès constants décroche un contrat professionnel avec le FC Den Bosch.

### Carrière en club

#### Débuts professionnels au FC Den Bosch
Durant quatre saisons au FC Den Bosch, le milieu de terrain d'alors brille surtout par sa volonté et son abattage. Cela suffit au Sportclub Heerenveen de l'engager en 1997 pour 460 000 €.

#### Heerenveen puis le PSV Eindhoven
Observateur, son entraîneur Foppe de Haan lui demande d'étudier le jeu de Dennis Bergkamp et de le reproduire. Une métamorphose importante s'opère. Auteur de treize buts, Ruud devient la sensation néerlandaise. Une offre de 7,6 M€ est faite par le PSV Eindhoven.
À Eindhoven, Van Nistelrooy inscrit 31 buts en 34 matchs dès sa première saison et finit meilleur buteur du championnat. Sa deuxième saison sous les couleurs du PSV est tout aussi prolifique avec 29 buts en 23 matchs et un nouveau titre de meilleur buteur du championnat. Au printemps 2000, il attire alors les convoitises de grands clubs comme le Real Madrid, Arsenal, Chelsea et surtout Alex Ferguson, manager de Manchester United. C'est ainsi que Van Nistelrooy était sur le point d'être transféré pour une somme record de 18,5 millions de livres au club anglais de Manchester United à l'été 2000.
Mais après une mauvaise réception lors d'un entraînement avec le PSV, « RVN » est recalé à la visite médicale et le transfert est annulé. Il est obligé de se faire opérer des ligaments croisés du genou droit. Sûr de son coup, Alex Ferguson ne le lâche pas et est présent à son chevet. Les deux parties concluent finalement l'affaire douze mois plus tard. Le 1er juillet 2001, le jour de ses vingt-cinq ans, l'avant-centre orange devient Red Devil pour 19 M€.

#### Un des meilleurs au monde avec Manchester United
Buteur en Malaisie lors d'une tournée de préparation, Ruud van Nistelrooy l'est aussi lors de sa première apparition officielle pour Manchester United face à Liverpool à l'occasion du Charity Shield, et encore a deux reprises contre Fulham pour ses premiers pas en Premier League. Il inscrit ses premiers buts en Ligue des champions pour les Mancuniens  le 17 octobre suivant, lors d'une défaite 3-2 contre le Deportivo La Corogne. Le 22 décembre, Van Nistelrooy est auteur de son premier triplé en Premier League lors d'une victoire 6-1 face à Southampton. En FA Cup, Van Nistelrooy débute sur le banc durant le match du troisième tour contre Aston Villa en raison d'une douleur à l'aine, mais il prend part au jeu à la place de Luke Chadwick (en) en seconde période alors que United était mené 2-0 et inscrit deux buts en l'espace de trois minutes, ce qui permet aux Red Devils de se qualifier pour le quatrième tour grâce à une victoire sur le score final de 3 buts à 2. Après seulement six mois, il parvient à dépasser dans la légende de United, Bobby Charlton, George Best et Dwight Yorke, en réussissant à marquer au moins un but (quatorze en tout) durant huit matchs consécutifs en championnat, le 19 janvier 2002, lors de la victoire de United 2-1 à Old Trafford face aux Blackburn Rovers, . Au cours de sa première saison en 2001-2002 avec les Red Devils, il finit deuxième meilleur buteur du championnat derrière Thierry Henry avec 23 buts en 32 matchs. Ce total de buts fut le plus grand nombre de buts inscrits par un étranger pour une première saison en Premier League, jusqu'à ce que Fernando Torres batte ce record lors de la saison 2007-2008, avec 24 buts en 33 matchs. Ruud termine aussi à la fois meilleur buteur de la Ligue des champions avec 10 buts en 14 matches et meilleur passeur avec 5 passes à son actif. Au total, il inscrit 36 buts toutes compétitions confondues en 49 matches mais son club finit troisième du championnat, cédant le titre aux rivaux d'Arsenal lors de la 37e journée, à l'issue d'une défaite à domicile le 8 mai sur le score de 0-1. En Ligue des champions, Manchester United est éliminé en demi-finale par le Bayer Leverkusen, du fait du plus grand nombre de buts encaissés à l'extérieur ; après un match nul 2-2 à Old Trafford à l'aller, les deux formations se quittent également sur un score nul de un partout au retour. Il est par ailleurs nommé meilleur joueur de la saison de la Premier League.
La saison 2002-2003 reste la plus prolifique de toute sa carrière. Van Nistelrooy inscrit 25 buts en 34 matchs de Premier League, finissant meilleur buteur du championnat et conduisant Manchester United au titre de champion ; son but inscrit lors de la dernière journée contre Everton lui permettant de remporter le trophée de meilleur buteur devant Thierry Henry. En effet il marque 13 buts lors des 8 derniers matchs et parvient à réaliser 3 triplés tout le long de la saison ; face à Newcastle united, Fulham, et Charlton Athletic. Il finit une nouvelle fois meilleur buteur de la Ligue des champions avec 12 buts en 9 matchs (14 buts en 11 matchs en incluant les tours préliminaires). Il marque lors de chaque match, ce qui inclut des buts contre le Bayer Leverkusen, le FC Bâle, le Deportivo La Corogne, la Juventus et le Real Madrid. Manchester United est justement éliminé en quarts de finale par le Real Madrid, malgré une victoire 4-3 à domicile au match retour (5-6 au total sur l'ensemble des deux rencontres), où Van Nistelrooy marque lors des matchs aller et retour. Le club mancunien échoue au cinquième tour de la Cup face à Arsenal 0-2 en février 2002, et s'incline également en finale de la Coupe de la Ligue face à Liverpool encore une fois sur le score de 0-2. Ruud van Nistelrooy égale son record de l'année précédente en marquant 8 fois consécutivement dans le championnat (lors des 8 dernières journées), marque 4 fois en Cup et inscrit 44 buts toutes compétitions confondues en 52 matches. Il est nommé meilleur attaquant UEFA de l'année en 2003 et finit 6e du Ballon d'or, son meilleur classement, .
Au début de la saison 2003-2004, Manchester United remporte le Community Shield face à Arsenal aux tirs au but (bien que Van Nistelrooy manqua le sien). Il est l'auteur de deux buts lors des deux premières journée de championnat ; il trouve le chemin des filets le 16 août 2003 lors de la victoire de United face à Bolton Wanderers sur le score de 4-0, mais également la semaine suivante en déplacement à Newcastle United lors de la victoire 2-1 de sa formation, ce qui permet à van Nistelrooy de porter son record de buts marqués consécutivement à 10 matchs. Ce record sera battu par Jamie Vardy en 2015. Toutefois, ce début de saison est entaché par un match controversé face aux rivaux Londoniens : le 21 septembre 2003, dans ce qui sera nommé ultérieurement « La bataille d'Old Trafford », van Nistelrooy manque un pénalty décisif à la dernière minute et est confronté physiquement et verbalement par des joueurs d'Arsenal, qui lui reprochent d'avoir simulé un contact qui a entraîné l'expulsion de leur capitaine Patrick Vieira dix minutes plus tôt. À la suite de cela, plusieurs joueurs d'Arsenal seront suspendus et condamnés à payer des amendes. Van Nistelrooy se reprend la journée suivante avec un triplé face à Leicester, mais reste muet tout le mois d'octobre, dans ce qui constituait alors sa plus longue série de matchs sans marquer de but. En décembre 2003 Manchester United est encore en lice en Ligue des champions et premier du championnat et van Nistelrooy est au coude-à-coude avec Thierry Henry au classement des buteurs (13 buts pour Ruud et 12 pour Henry). Le 7 février 2004, il marque ses 100e et 101e buts avec Manchester United. Finalement, son club connaît une mauvaise fin de saison en s'inclinant en huitièmes de finale face au futur vainqueur, le FC Porto et en finissant troisième du championnat. Seul point positif, une victoire en finale de la Cup face à Millwall FC, notamment grâce à un doublé de Ruud van Nistelrooy. Ce dernier inscrit 30 buts en 44 matches cette saison, dont 20 en championnat.
Il manque une grande partie de la saison 2004-2005 à cause de nombreuses blessures, mais est une nouvelle fois meilleur buteur de la Ligue des champions avec 8 buts en 7 matches. Van Nistelrooy est à ce moment-là le deuxième buteur dans l'histoire de la Ligue des champions, derrière Raúl González. Le 3 novembre, van Nistelrooy s'illustre en inscrivant les quatre buts de la victoire 4-1 contre le Sparta Prague. Quelques semaines plus tôt, le 24 octobre, Arsenal était de retour à Old Trafford pour un nouveau match « dramatique ». Les londoniens abordait la rencontre sur une série de 49 matches sans défaite et avait été surnommé « The Invincibles », mais United remportait la partie 2-0. Van Nistelrooy a ouvert le score sur penalty, compansant ainsi le penalty manqué l'année précédente, et Wayne Rooney a inscrit le deuxième but mancunien. Van Nistelrooy fut par la suite suspendu pour trois matches pour une faute sur Ashley Cole que l'arbitre n'avait pas vue. Il inscrit seulement 6 buts en 17 matches de championnat à cause de ses blessures et Manchester ne remporte aucun trophée, ayant échoué deux fois face à Arsenal, une première fois en début de saison lors du Community Shield, et en finale de la Cup. En Ligue des Champions, Manchester est défait deux fois par l'AC Milan en huitièmes de finale.
Lors de la saison 2005-2006, malgré un bon début de saison en championnat (15 buts en 19 matches) il est à de nombreuses reprises mis sur le banc par Alex Ferguson (notamment lors de la finale de la Coupe de la Ligue) et de nombreux médias glosent sur des tensions entre les deux hommes. La chaîne Setanta Sports déclare en mai 2006, que van Nistelrooy aurait été écarté du groupe en raison d'une bagarre à l'entraînement avec Cristiano Ronaldo[réf. nécessaire]. À la fin de la saison 2005-2006, de nombreux journaux font état d'un départ du joueur néerlandais. Alors qu'il devançait Henry au classement des buteurs avec 19 buts en 27 matchs, il termine la saison en inscrivant 21 buts en 35 matches, finissant deuxième meilleur buteur derrière Thierry Henry. Il marque 24 buts toutes compétitions confondues. Manchester remporte la League Cup et malgré une série de victoires en fin de saison, perd le championnat derrière Chelsea. En Ligue des Champions, United est éliminé piteusement dès les phases de groupes, après des défaites face à Lille et Benfica.

#### Confirmation puis blessures au Real Madrid

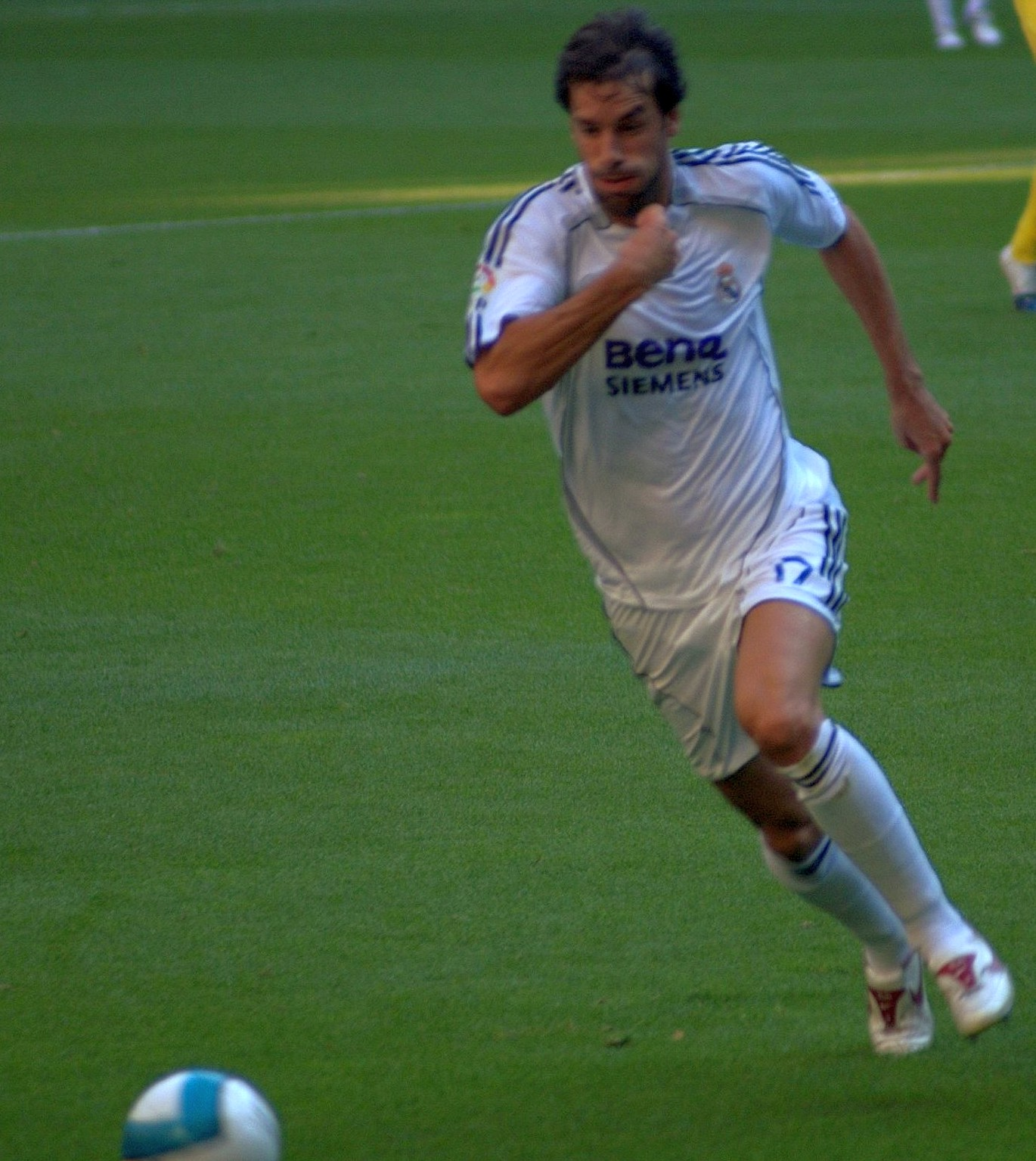
Van Nistelrooy lors d'un match contre Villarreal.

Le 27 juillet 2006, Ruud van Nistelrooy rejoint le Real Madrid, même si le Bayern Munich convoitait aussi le joueur, pour la somme de 15 millions d'euros.
Il joue son premier match de Liga le 27 août 2006 contre le Villarreal CF, au cours duquel les deux formations se quittent sur le score nul et vierge de 0-0). Lors de son deuxième match de championnat avec le Real seulement, van Nistelrooy réalise un triplé, le 10 septembre 2006, lors de la victoire face au Levante UD sur le score de 4-1. Titulaire le 12 novembre 2006 lors d'une rencontre de championnat face au CA Osasuna, van Nistelrooy se fait remarquer ce jour-là en marquant quatre buts, permettant au Real Madrid de l'emporter par quatre buts à un.
Dès sa première saison sous les couleurs merengues, il finit « Pichichi » avec 25 buts en 37 matchs de Liga devant Diego Milito (22 buts), réussissant la performance d'avoir été nommé trois fois meilleur buteur dans trois championnat différents. Par ailleurs, les lecteurs du journal AS l'ont désigné, à la suite d'un vote, meilleur joueur de la saison, meilleur recrutement, meilleur attaquant et auteur du plus beau but de l'année (inscrit contre Valence CF)[réf. nécessaire]. Il termine aussi deuxième meilleur buteur européen derrière Francesco Totti (25 buts pour Ruud contre 26 pour Totti). Il termine à nouveau 6e du Ballon d'or. Il est considéré comme l'un des principaux artisans de la reconquête du championnat espagnol, en ayant notamment marqué sept fois consécutivement lors de la fin de saison. Il s'illustre également avec un doublé lors du Classico dans un match à suspense qui se termine le score nul de 3-3. Le Real échoue néanmoins en huitièmes de finale de la ligue des champions face au Bayern Munich, malgré deux buts de van Nistelrooy lors de ces confrontations.
En 2007-2008, il subit quelques blessures mais marque tout de même 16 buts en 24 matches. Le Real Madrid conserve son titre de champion et remporte la Supercoupe.
Le 27 septembre 2008, van Nistelrooy marque contre le Bétis Séville son 60e but sous le maillot merengue. À cause d'une blessure récurrente au genou, il doit déclarer forfait pour le reste de la saison afin de se faire opérer. Il fait son retour sur les terrains à l'occasion du match pour le Trophée Santiago Bernabéu qui se déroule le 24 août 2009 contre le club de Rosenborg. Néanmoins, la percée du jeune Gonzalo Higuaín à son poste et le recrutement de nombreux joueurs comme Karim Benzema, Kaká et Cristiano Ronaldo le font craindre pour son poste de titulaire. Peu utilisé dès le début de la saison (1 match, 1 but), il manifeste son envie de départ.

#### Fin à Hambourg puis Málaga
Le 23 janvier 2010, il signe au Hambourg SV pour un an et demi. Il dispute son 1er match avec Hambourg le 6 février 2010 contre le FC Cologne lors du match nul entre les deux équipes sur le score de 3-3. Lors de son deuxième match pour son nouveau club contre le VfB Stuttgart une semaine plus tard, il rentre à la 65e minute et réalise un doublé dix minutes après être entré en jeu, permettant au HSV de remporter la partie sur le score de 3-1. Le 11 mars 2010, il inscrit son premier but en Europa League à la 40e minute de la rencontre face au RSC Anderlecht. Le Hambourg SV remportera la partie sur le score final de 3 buts à 1.
Van Nistelrooy inscrit son seul triplé en compétition officielle avec Hambourg le 15 août 2010, lors d'une victoire 5-1 contre le Torgelower SV Greif (en) au premier tour de la coupe d'Allemagne. Le 21 août 2010, il est l'auteur d'un doublé lors du match d'ouverture de la saison de Hambourg en championnat contre Schalke 04, qui voit  le HSV remporter la partie sur le score de 2-1. Lors du mercato d'hiver 2010-2011 il est le sujet d'une rumeur le renvoyant à Madrid pour pallier le forfait de Gonzalo Higuaín. Il apparaît comme une cible prioritaire aux yeux de José Mourinho, l’entraîneur du Real Madrid, qui déclare : « Si c'est Ruud, je serais très content » auquel répond le joueur par cette phrase : « Il faut attendre ce qui va se passer, mais ce n’est pas facile pour moi. Ce n’est pas n’importe quel club qui s’est manifesté, c’est le Real Madrid, c’est le seul club qui peut me faire changer d’avis ». Finalement, van Nistelrooy ne retrouvera pas son ancien club, et c'est Emmanuel Adebayor, joueur de Manchester City, qui sera recruté par le Real Madrid.
Le 1er juin 2011, il signe un contrat d'un an, avec une option pour un an supplémentaire, en faveur du club espagnol de Málaga CF. Il devient l'attaquant star du club et réalise de très bonnes prestations lors des matchs estivaux.
Il fait ses débuts pour sa nouvelle équipe lors d'une défaite 2-1 contre le Séville FC lors du premier match de la saison 2011-2012 le 28 août 2011. Il inscrit son premier but pour le club le 1er octobre 2011, lors d'une rencontre de championnat face au Getafe CF. Il est titularisé ce jour-là et contribue à la victoire de son équipe (3-2 score final).
Le 14 mai 2012, van Nistelrooy a annoncé qu'il mettait un terme à sa carrière professionnelle, aussi bien en club que chez les Oranjes.

### Carrière en sélection nationale
Le 18 novembre 1998, Ruud van Nistelrooy joue sa première sélection lors d'un match en Allemagne qui se solde par un match nul 1-1. Il inscrit son premier but en équipe nationale le 28 avril 1999 contre le Maroc. Il ne peut pas participer à l'Euro 2000 à cause de la blessure qu'il contracte en mars 2000 et qui retarde d'un an son transfert à Manchester United. Ensuite, les Pays-Bas échouent à se qualifier à la Coupe du monde 2002.
La première phase finale d'une compétition internationale qu'il dispute est l'Euro 2004, à laquelle les Pays-Bas se qualifient après avoir battu l'Écosse en barrages, avec notamment au triplé de van Nistelrooy inscrit durant le match retour lors de la victoire sur le score de 6-0 de sa sélection, le 19 novembre 2003. Durant la compétition, les Pays-Bas tombent dans le « groupe de la mort » avec la République tchèque (jugée favorite), l'Allemagne (finaliste de la dernière Coupe du monde) et la modeste Lettonie. Van Nistelrooy est le seul joueur avec Milan Baroš à marquer lors de chaque match des phases de groupe. Il égalise d'une superbe bicyclette en fin de match face à l'Allemagne, qui voit les deux sélections se quitter sur le score de 1-1, il double la mise face aux Tchèques avant que les Néerlandais se fassent rattraper et battre 2-3 et il s'offre un doublé face aux Lettons à l'occasion de la victoire 3-0 des hollandais, . Les Néerlandais échouent néanmoins en demi-finale face au Portugal après s'être inclinné 1-2, après avoir éliminé la Suède aux tirs au but en quart de finale. Cette compétition sera la meilleure à titre personnel pour Ruud qui inscrit quatre buts et finit devancé uniquement par Milan Baroš (cinq buts).

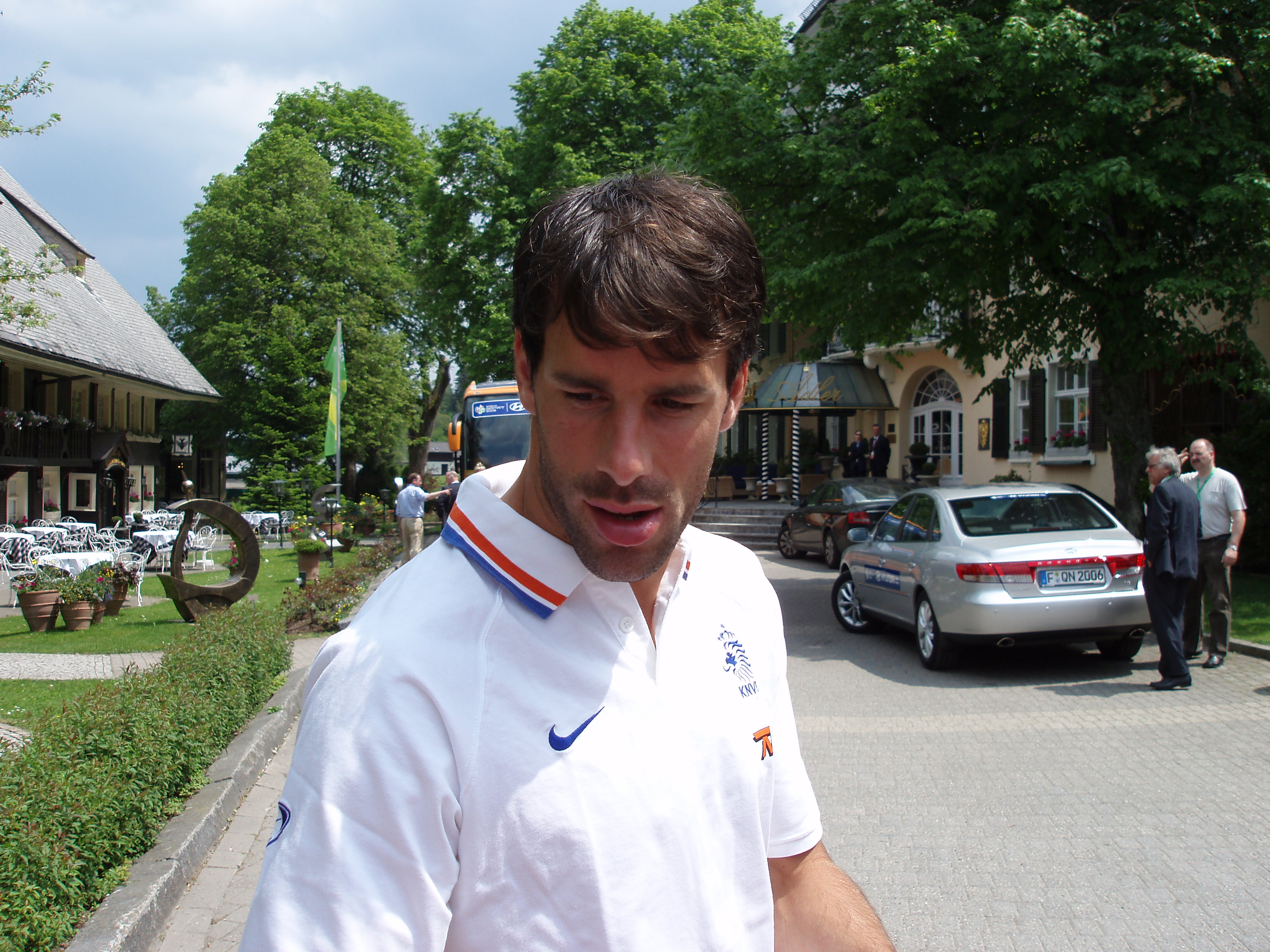
Ruud van Nistelrooy sous le maillots des Pays-Bas lors d'un entrainement.

Lors de la Coupe du monde 2006, les Pays-Bas tombent de nouveau dans le « groupe de la mort », qui les met aux prises avec l'Argentine, la Côte d'Ivoire et la Serbie-et-Monténégro. Celle-ci est plutôt décevante pour van Nistelrooy, puisqu'il ne marque qu'un but face aux Ivoiriens et est systématiquement remplacé lors de chaque match. Le sélectionneur Marco van Basten le met même sur le banc pour le huitième de finale, lui préférant le jeune Dirk Kuyt. Ce match est le dernier des Néerlandais face au bourreau portugais. Ruud assiste impuissant à la défaite de sa sélection.
Les tensions entre Marco van Basten et lui sont telles qu'il prend sa retraite internationale en 2007, faisant partie des contestataires avec entre autres Mark van Bommel, qui refusent de revenir en sélection si van Basten en demeure le sélectionneur. Il se réconcilie toutefois avec ce dernier quelques mois plus tard et prend part à l'Euro 2008,. Une nouvelle fois, les Pays-Bas sont tirés au sort parmi le groupe le plus relevé, composé de l'Italie (championne du monde en titre), la France (finaliste du Mondial 2006) et la Roumanie. Les Pays-Bas gagnent haut la main leurs matchs de groupe : une nette victoire (3-0) face à l'Italie dont un but controversé de van Nistelrooy, un succès retentissant face à la France (4-1) et une nouvelle victoire face à la Roumanie les propulsent en tête du groupe,. Ils émergent alors comme les favoris de la compétition. La qualité technique de leur jeu, leur efficacité face au but, ainsi que leur cohésion collective sont remarquées. Van Nistelrooy est même considéré comme l'un des principaux artisans de la grande forme de son équipe, brillant par sa technique et son dévouement pour l'équipe. Mais les Néerlandais s'inclinent en quart-de-finale face à la Russie, plus combative. Cette dernière menant 1-0, c'est van Nistelrooy qui égalise de la tête à la fin du match, redonnant espoir à son équipe. Mais la Russie marque deux fois lors des prolongations, éliminant les Pays-Bas sur le score de 1-3.
Le 4 août 2008 il annonce sa retraite internationale, invoquant la surcharge du calendrier du Real Madrid, ce qui l'empêche d'être au top niveau pour la sélection. Son bilan avec celle-ci est alors de 64 sélections pour 33 buts. En septembre 2009, il manifeste toutefois son envie de revenir en équipe nationale, mais ne sera finalement pas repris dans la présélection de 26 joueurs retenus pour la coupe du monde. Il est rappelé pour le début des éliminatoires de l'Euro 2012 par le sélectionneur Bert van Marwijk. Il marque contre Saint-Marin (5-0) en septembre 2010 et contre la Hongrie (5-3) en mars 2011,, devenant ainsi le troisième meilleur buteur de l'histoire des Pays-Bas ex æquo avec Faas Wilkes. En avril 2012, le sélectionneur Bert van Marwijk annonce que Ruud van Nistelrooy ne dispute pas l'Euro 2012. Auteur de quatre buts en 24 matchs sous les couleurs de Málaga, van Nistelrooy subit ainsi la concurrence de joueurs comme Klaas-Jan Huntelaar, Robin van Persie ou encore Arjen Robben. Il prend sa retraite cette année-là.

### Carrière d'entraîneur

#### Entraîneur adjoint en sélection
Le 1er août 2014, il a été nommé entraîneur adjoint de la sélection néerlandaise. Il rejoint le nouvel entraîneur des Oranje Guus Hiddink. Il sera également de la partie avec Danny Blind qui succédera à Hiddink après l'Euro 2016 dans un système de succession déjà déterminé.

#### Première expérience avec les jeunes du PSV
À partir du 21 juillet 2021, van Nistelrooy sera à la tête du Jong PSV, l’équipe U21 du PSV Eindhoven évoluant en deuxième division. Au sein du club, il s’est occupé de la formation des U18 puis a poursuivi avec les U19.
Il fait partie du staff de Frank de Boer, sélectionneur des Pays-Bas, lors de l'Euro 2020.

#### Entraîneur principal du PSV
Le 1er juillet 2022, Ruud van Nistelrooy devient l'entraîneur principal du PSV Eindhoven, succédant ainsi à Roger Schmidt. Sa nomination est annoncée dès le 30 mars 2022 et il signe un contrat courant jusqu'en juin 2025,. Pour son premier match, il remporte la Supercoupe des Pays-Bas, son premier titre comme entraîneur après une victoire 5-3 face à l'Ajax Amsterdam. Le 30 avril 2023, il remporte un nouveau trophée, à la suite de la victoire du PSV une nouvelle fois face à l'Ajax, en finale de la coupe des Pays-Bas. Le 24 mai 2023, malgré une très belle première saison à la tête du club d'Eindhoven qui a proposé un jeu attrayant en terminant à la 2e place d'Eredivisie, il démissionne à un match de la fin de la saison de championnat, invoquant un manque de soutien de la part du club.

#### Retour à Manchester United
Dix-huit ans après avoir quitté Manchester United, il revient en tant qu'entraineur assistant d'Erik ten Hag dans le renouveau de son staff technique. Le 28 octobre 2024, à la suite du limogeage d'Erik ten Hag il est nommé entraineur par intérim en attente de trouver un nouvel entraîneur. Le 30 octobre, van Nistelrooy entamme  son intérim par une victoire sur le score de 5-2 contre Leicester City en Carabao Cup. Le 7 novembre suivant, Van Nistelrooy mène Manchester United à sa première victoire européenne depuis 13 mois en s'imposant 2-0 contre le PAOK Salonique. Après quatre matchs dirigés en tant qu'entraîneur par intérim pour trois victoire et un nul, il quitte le club mancunien à la suite de l'arrivée du nouvel entraîneur Rúben Amorim.

#### Leicester City
Fin novembre 2024, van Nistelrooy est nommé entraîneur de Leicester City, club évoluant en Premier League. Son contrat court jusqu'en juin 2027.
Van Nistelrooy quitte finalement son poste d'entraîneur au bout de quelques mois, le 27 juin 2025, d'un commun accord avec le club de Leicester.

## Style de jeu
Buteur très prolifique, van Nistelrooy était connu pour être extrêmement précis et opportuniste devant le but, se distinguant tout au long de sa carrière par sa remarquable capacité de frappe et son talent de finisseur des deux pieds ainsi que de la tête, ce qui lui a valu la réputation d'être l'un des meilleurs attaquants de sa génération,,,,,,,. Grâce à son excellent sens du placement, ses réactions rapides et son intelligence dans les déplacements offensifs, il excellait à trouver des espaces dans la surface de réparation et à anticiper les mouvements de ses adversaires vers le ballon. Il était également connu pour son sens du timing dans ses courses, afin de semer ses adversaires, de déjouer le piège du hors-jeu et d'être à la réception des passes de ses coéquipiers ; sa capacité de se trouver au bon endroit au bon moment dans la surface de réparation lui a valu d'être parfois qualifié de « renard des surfaces » par les médias,,,,,,,.
Outre son sens du but, Van Nistelrooy fut un avant-centre complet, doté d'une vitesse, d'une force physique et d'une frappe de balle redoutable, ainsi que d'excellentes qualités techniques, étant capable de conserver le ballon dos au but, de jouer en pivot et de participer au jeu en combinant avec ses coéquipiers ou en leur offrant des passes décisives, grâce à sa vision de jeu,,,,. De plus, il était un tireur de penalty fiable.
Malgré son talent et sa capacité à marquer des buts, il a parfois été critiqué par les entraineurs, les joueurs et les observateurs pour son comportement controversé, ainsi que pour sa tendance à être individualiste ou à l'exagération.

## Statistiques

### En tant que joueur
Ce tableau présente les statistiques en carrière de joueur de Ruud van Nistelrooy.
| Saison                | Club                  | Championnat           | Championnat | Championnat | Championnat | Coupe nationale | Coupe nationale | Coupe nationale | Coupe de la Ligue | Coupe de la Ligue | Coupe de la Ligue | Supercoupe | Supercoupe | Supercoupe | Compétition(s) continentale(s) | Compétition(s) continentale(s) | Compétition(s) continentale(s) | Compétition(s) continentale(s) | Pays-Bas | Pays-Bas | Pays-Bas | Total | Total | Total |
| Saison                | Club                  | Division              | M.          | B.          | P.d.        | M.              | B.              | P.d.            | M.                | B.                | P.d.              | M.         | B.         | P.d.       | Comp.                          | M.                             | B.                             | P.d.                           | M.       | B.       | P.d.     | M.    | B.    | P.d.  |
| 1993-1994             | FC Den Bosch          | D2                    | 2           | 0           | 0           | -               | -               | -               | -                 | -                 | -                 | -          | -          | -          | -                              | -                              | -                              | -                              | -        | -        | -        | 2     | 0     | 0     |
| 1994-1995             | FC Den Bosch          | D2                    | 15          | 3           | 0           | 2               | 3               | 0               | -                 | -                 | -                 | -          | -          | -          | -                              | -                              | -                              | -                              | -        | -        | -        | 17    | 6     | 0     |
| 1995-1996             | FC Den Bosch          | D2                    | 21          | 2           | 0           | -               | -               | -               | -                 | -                 | -                 | -          | -          | -          | -                              | -                              | -                              | -                              | -        | -        | -        | 21    | 2     | 0     |
| 1996-1997             | FC Den Bosch          | D2                    | 31          | 12          | 0           | -               | -               | -               | -                 | -                 | -                 | -          | -          | -          | -                              | -                              | -                              | -                              | -        | -        | -        | 31    | 12    | 0     |
| Sous-total            | Sous-total            | Sous-total            | 69          | 17          | 0           | 2               | 3               | 0               | -                 | -                 | -                 | -          | -          | -          | -                              | -                              | -                              | -                              | -        | -        | -        | 71    | 20    | 0     |
| 1997-1998             | SC Heerenveen         | Eredivisie            | 31          | 13          | 6           | 5               | 3               | 0               | -                 | -                 | -                 | -          | -          | -          | CI                             | 2                              | 0                              | 0                              | -        | -        | -        | 38    | 16    | 6     |
| 1998-1999             | PSV Eindhoven         | Eredivisie            | 34          | 31          | 8           | 4               | 4               | 0               | -                 | -                 | -                 | 1          | 0          | 0          | C1                             | 7                              | 6                              | 1                              | 5        | 1        | 0        | 51    | 42    | 9     |
| 1999-2000             | PSV Eindhoven         | Eredivisie            | 23          | 29          | 8           | 1               | 0               | 0               | -                 | -                 | -                 | -          | -          | -          | C1                             | 8                              | 3                              | 0                              | 5        | 0        | 0        | 37    | 32    | 8     |
| 2000-2001             | PSV Eindhoven         | Eredivisie            | 10          | 2           | 2           | 2               | 2               | 0               | -                 | -                 | -                 | -          | -          | -          | -                              | -                              | -                              | -                              | 2        | 3        | 0        | 14    | 7     | 2     |
| Sous-total            | Sous-total            | Sous-total            | 67          | 62          | 18          | 7               | 6               | 0               | -                 | -                 | -                 | 1          | 0          | 0          | -                              | 15                             | 9                              | 1                              | 12       | 4        | 0        | 102   | 81    | 19    |
| 2001-2002             | Manchester United     | Premier League        | 32          | 23          | 5           | 2               | 2               | 0               | -                 | -                 | -                 | 1          | 1          | 0          | C1                             | 14                             | 10                             | 5                              | 6        | 4        | 1        | 55    | 40    | 11    |
| 2002-2003             | Manchester United     | Premier League        | 34          | 25          | 5           | 3               | 4               | 1               | 4                 | 1                 | 0                 | -          | -          | -          | C1                             | 11                             | 14                             | 3                              | 7        | 3        | 0        | 59    | 47    | 9     |
| 2003-2004             | Manchester United     | Premier League        | 32          | 20          | 5           | 4               | 6               | 0               | -                 | -                 | -                 | 1          | 0          | 0          | C1                             | 7                              | 4                              | 2                              | 13       | 7        | 0        | 57    | 37    | 7     |
| 2004-2005             | Manchester United     | Premier League        | 17          | 9           | 2           | 3               | 2               | 4               | -                 | -                 | -                 | -          | -          | -          | C1                             | 7                              | 8                              | 1                              | 6        | 4        | 0        | 33    | 23    | 7     |
| 2005-2006             | Manchester United     | Premier League        | 35          | 21          | 5           | 2               | 0               | 1               | 2                 | 1                 | 0                 | -          | -          | -          | C1                             | 8                              | 2                              | 0                              | 10       | 6        | 0        | 57    | 30    | 6     |
| Sous-total            | Sous-total            | Sous-total            | 150         | 95          | 22          | 14              | 14              | 6               | 6                 | 2                 | 0                 | 2          | 1          | 0          | -                              | 47                             | 38                             | 7                              | 42       | 24       | 1        | 261   | 174   | 36    |
| 2006-2007             | Real Madrid           | Liga                  | 37          | 25          | 2           | 3               | 2               | 0               | -                 | -                 | -                 | -          | -          | -          | C1                             | 7                              | 6                              | 3                              | -        | -        | -        | 47    | 33    | 5     |
| 2007-2008             | Real Madrid           | Liga                  | 24          | 16          | 6           | 1               | 0               | 0               | -                 | -                 | -                 | 1          | 0          | 0          | C1                             | 7                              | 4                              | 3                              | 10       | 5        | 0        | 43    | 25    | 9     |
| 2008-2009             | Real Madrid           | Liga                  | 6           | 4           | 2           | -               | -               | -               | -                 | -                 | -                 | 2          | 3          | 0          | C1                             | 4                              | 3                              | 0                              | -        | -        | -        | 12    | 10    | 2     |
| 2009-2010             | Real Madrid           | Liga                  | 1           | 1           | 0           | 2               | 0               | 0               | -                 | -                 | -                 | -          | -          | -          | C1                             | 1                              | 0                              | 0                              | -        | -        | -        | 4     | 1     | 0     |
| Sous-total            | Sous-total            | Sous-total            | 68          | 46          | 10          | 6               | 2               | 0               | -                 | -                 | -                 | 3          | 3          | 0          | -                              | 19                             | 13                             | 6                              | 10       | 5        | 0        | 106   | 69    | 16    |
| 2009-2010             | Hambourg SV           | Bundesliga            | 11          | 5           | 0           | -               | -               | -               | -                 | -                 | -                 | -          | -          | -          | C3                             | 7                              | 2                              | 1                              | -        | -        | -        | 18    | 7     | 1     |
| 2010-2011             | Hambourg SV           | Bundesliga            | 25          | 7           | 2           | 1               | 3               | 1               | -                 | -                 | -                 | -          | -          | -          | -                              | -                              | -                              | -                              | 6        | 2        | 0        | 32    | 12    | 3     |
| Sous-total            | Sous-total            | Sous-total            | 36          | 12          | 2           | 1               | 3               | 1               | -                 | -                 | -                 | -          | -          | -          | -                              | 7                              | 2                              | 1                              | 6        | 2        | 0        | 50    | 19    | 4     |
| 2011-2012             | Malaga CF             | Liga                  | 28          | 4           | 1           | 4               | 1               | 0               | -                 | -                 | -                 | -          | -          | -          | -                              | -                              | -                              | -                              | -        | -        | -        | 32    | 5     | 1     |
| Total sur la carrière | Total sur la carrière | Total sur la carrière | 449         | 249         | 59          | 39              | 29              | 7               | 6                 | 2                 | 0                 | 6          | 4          | 0          | -                              | 90                             | 62                             | 15                             | 70       | 35       | 1        | 660   | 381   | 82    |

### Buts en sélections
| Buts en sélection de Ruud van Nistelrooy | Buts en sélection de Ruud van Nistelrooy | Buts en sélection de Ruud van Nistelrooy | Buts en sélection de Ruud van Nistelrooy | Buts en sélection de Ruud van Nistelrooy | Buts en sélection de Ruud van Nistelrooy | Buts en sélection de Ruud van Nistelrooy |
| #                                        | Date                                     | Lieu                                     | Adversaire                               | Score                                    | Résultats                                | Compétitions                             |
| ---------------------------------------- | ---------------------------------------- | ---------------------------------------- | ---------------------------------------- | ---------------------------------------- | ---------------------------------------- | ---------------------------------------- |
| 1                                        | 28 avril 1999                            | Gelredome, Arnhem                        | Maroc                                    | 1-2                                      | 1-2                                      | Match amical                             |
| 2                                        | 25 avril 2001                            | Philips Stadion, Eindhoven               | Chypre                                   | 4-0                                      | 4-0                                      | Éliminatoires de la Coupe du monde 2002  |
| 3                                        | 2 juin 2001                              | A. Le Coq Arena, Tallinn                 | Estonie                                  | 2-2                                      | 4-2                                      | Éliminatoires de la Coupe du monde 2002  |
| 4                                        | 2 juin 2001                              | A. Le Coq Arena, Tallinn                 | Estonie                                  | 4-2                                      | 4-2                                      | Éliminatoires de la Coupe du monde 2002  |
| 5                                        | 15 août 2001                             | White Hart Lane, Tottenham               | Angleterre                               | 2-0                                      | 2-0                                      | Match amical                             |
| 6                                        | 5 septembre 2001                         | Philips Stadion, Eindhoven               | Estonie                                  | 5-0                                      | 5-0                                      | Éliminatoires de la Coupe du monde 2002  |
| 7                                        | 6 octobre 2001                           | Gelredome, Arnhem                        | Andorre                                  | 3-0                                      | 4-0                                      | Éliminatoires de la Coupe du monde 2002  |
| 8                                        | 6 octobre 2001                           | Gelredome, Arnhem                        | Andorre                                  | 4-0                                      | 4-0                                      | Éliminatoires de la Coupe du monde 2002  |
| 9                                        | 20 novembre 2002                         | Veltins-Arena, Gelsenkirchen             | Allemagne                                | 3-1                                      | 3-1                                      | Match amical                             |
| 10                                       | 29 mars 2003                             | De Kuip, Rotterdam                       | Tchéquie                                 | 1-0                                      | 1-1                                      | Éliminatoires Euro 2004                  |
| 11                                       | 2 avril 2003                             | Complexe sportif Sheriff, Tiraspol       | Moldavie                                 | 1-1                                      | 2-1                                      | Éliminatoires Euro 2004                  |
| 12                                       | 19 novembre 2003                         | Amsterdam Arena, Amsterdam               | Écosse                                   | 3-0                                      | 6-0                                      | Barrages Euro 2004                       |
| 13                                       | 19 novembre 2003                         | Amsterdam Arena, Amsterdam               | Écosse                                   | 4-0                                      | 6-0                                      | Barrages Euro 2004                       |
| 14                                       | 19 novembre 2003                         | Amsterdam Arena, Amsterdam               | Écosse                                   | 6-0                                      | 6-0                                      | Barrages Euro 2004                       |
| 15                                       | 15 juin 2004                             | Estádio do Dragão, Porto                 | Allemagne                                | 1-1                                      | 1-1                                      | Euro 2004                                |
| 16                                       | 19 juin 2004                             | Estádio Municipal de Aveiro, Aveiro      | Tchéquie                                 | 2-0                                      | 2-3                                      | Euro 2004                                |
| 17                                       | 23 juin 2004                             | Stade municipal de Braga, Braga          | Lettonie                                 | 1-0                                      | 3-0                                      | Euro 2004                                |
| 18                                       | 23 juin 2004                             | Stade municipal de Braga, Braga          | Lettonie                                 | 2-0                                      | 3-0                                      | Euro 2004                                |
| 19                                       | 13 octobre 2004                          | Amsterdam Arena, Amsterdam               | Finlande                                 | 2-1                                      | 3-1                                      | Éliminatoires de la Coupe du monde 2006  |
| 20                                       | 13 octobre 2004                          | Amsterdam Arena, Amsterdam               | Finlande                                 | 3-1                                      | 3-1                                      | Éliminatoires de la Coupe du monde 2006  |
| 21                                       | 30 mars 2005                             | Philips Stadion, Eindhoven               | Arménie                                  | 2-0                                      | 2-0                                      | Éliminatoires de la Coupe du monde 2006  |
| 22                                       | 8 juin 2005                              | Stade olympique d'Helsinki, Helsinki     | Finlande                                 | 1-0                                      | 4-0                                      | Éliminatoires de la Coupe du monde 2006  |
| 23                                       | 3 septembre 2005                         | Hanrapetakan Stadium, Erevan             | Arménie                                  | 1-0                                      | 1-0                                      | Éliminatoires de la Coupe du monde 2006  |
| 24                                       | 7 septembre 2005                         | Philips Stadion, Eindhoven               | Andorre                                  | 3-0                                      | 4-0                                      | Éliminatoires de la Coupe du monde 2006  |
| 25                                       | 7 septembre 2005                         | Philips Stadion, Eindhoven               | Andorre                                  | 4-0                                      | 4-0                                      | Éliminatoires de la Coupe du monde 2006  |
| 26                                       | 27 mai 2006                              | De Kuip, Rotterdam                       | Cameroun                                 | 1-0                                      | 1-0                                      | Match amical                             |
| 27                                       | 4 juin 2006                              | De Kuip, Rotterdam                       | Australie                                | 1-0                                      | 1-1                                      | Match amical                             |
| 28                                       | 16 juin 2006                             | Mercedes-Benz Arena, Stuttgart           | Côte d'Ivoire                            | 2-0                                      | 2-1                                      | Coupe du monde 2006                      |
| 29                                       | 8 septembre 2007                         | Amsterdam Arena, Amsterdam               | Bulgarie                                 | 2-0                                      | 2-0                                      | Éliminatoires Euro 2008                  |
| 30                                       | 12 septembre 2007                        | Qemal Stafa, Tirana                      | Albanie                                  | 1-0                                      | 1-0                                      | Éliminatoires Euro 2008                  |
| 31                                       | 29 mai 2008                              | Philips Stadion, Eindhoven               | Danemark                                 | 1-0                                      | 1-1                                      | Match amical                             |
| 32                                       | 9 juin 2008                              | Stade de Suisse, Berne                   | Italie                                   | 1-0                                      | 3-0                                      | Euro 2008                                |
| 33                                       | 21 juin 2008                             | St. Jakob-Park, Bâle                     | Russie                                   | 1-1                                      | 1-3                                      | Euro 2008                                |
| 34                                       | 3 septembre 2010                         | Stadio Olimpico, Serravalle              | Saint-Marin                              | 5-0                                      | 5-0                                      | Éliminatoires Euro 2012                  |
| 35                                       | 29 mars 2011                             | Amsterdam Arena, Amsterdam               | Hongrie                                  | 3-2                                      | 5-2                                      | Éliminatoires Euro 2012                  |

### En tant qu'entraîneur
| Saison                          | Club                            | Championnat                     | Championnat | Championnat | Championnat | Championnat | Coupe(s) nationale(s) | Coupe(s) nationale(s) | Coupe(s) nationale(s) | Coupe(s) nationale(s) | Supercoupe | Supercoupe | Supercoupe | Supercoupe | Compétition(s) continentale(s) | Compétition(s) continentale(s) | Compétition(s) continentale(s) | Compétition(s) continentale(s) | Compétition(s) continentale(s) | Total | Total | Total | Total | % Victoires |
| Saison                          | Club                            | Division                        | M           | V           | N           | D           | M                     | V                     | N                     | D                     | M          | V          | N          | D          | C                              | M                              | V                              | N                              | D                              | M     | V     | N     | D     | % Victoires |
| ------------------------------- | ------------------------------- | ------------------------------- | ----------- | ----------- | ----------- | ----------- | --------------------- | --------------------- | --------------------- | --------------------- | ---------- | ---------- | ---------- | ---------- | ------------------------------ | ------------------------------ | ------------------------------ | ------------------------------ | ------------------------------ | ----- | ----- | ----- | ----- | ----------- |
| 2018-2019                       | Young PSV                       | U19 Division 1 Fall             | 26          | 11          | 10          | 5           | 2                     | 1                     | 0                     | 1                     | -          | -          | -          | -          | YL                             | 6                              | 1                              | 2                              | 3                              | 34    | 13    | 12    | 9     | 38,23%      |
| 2019-2020                       | PSV U19                         | U19 Eredivisie                  | 20          | 11          | 3           | 6           | 3                     | 1                     | 2                     | 0                     | -          | -          | -          | -          | -                              | -                              | -                              | -                              | -                              | 23    | 12    | 5     | 6     | 52,17%      |
| 2020-2021                       | PSV U18                         | O18 Division 1 Fall             | 3           | 3           | 0           | 0           | 1                     | 1                     | 0                     | 0                     | -          | -          | -          | -          | -                              | -                              | -                              | -                              | -                              | 4     | 4     | 0     | 0     | 100%        |
| 2015-2016                       | PSV U21                         | Keuken Kampioen                 | 37          | 11          | 10          | 16          | -                     | -                     | -                     | -                     | -          | -          | -          | -          | -                              | -                              | -                              | -                              | -                              | 37    | 11    | 10    | 16    | 29,72%      |
| Total en équipe de jeune du PSV | Total en équipe de jeune du PSV | Total en équipe de jeune du PSV | 86          | 36          | 23          | 27          | 6                     | 3                     | 2                     | 1                     | -          | -          | -          | -          | -                              | 6                              | 1                              | 2                              | 3                              | 98    | 40    | 27    | 31    | 40,81%      |
| 2022-2023                       | PSV Eindhoven                   | Eredivisie                      | 32          | 22          | 5           | 5           | 5                     | 4                     | 1                     | 0                     | 1          | 1          | 0          | 0          | C1+C3                          | 4+8                            | 1+5                            | 2+1                            | 1+2                            | 50    | 33    | 9     | 8     | 66%         |
| 2024-2025                       | Manchester United               | Premier League                  | 2           | 1           | 1           | 0           | 1                     | 1                     | 0                     | 0                     | -          | -          | -          | -          | C3                             | 1                              | 1                              | 0                              | 0                              | 4     | 3     | 1     | 0     | 75%         |
| Total sur la carrière           | Total sur la carrière           | Total sur la carrière           | 120         | 59          | 29          | 32          | 12                    | 8                     | 3                     | 1                     | 1          | 1          | 0          | 0          | -                              | 19                             | 8                              | 5                              | 6                              | 152   | 76    | 37    | 39    | 50%         |

## Palmarès

### Joueur

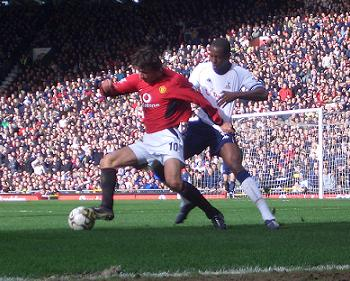
Ruud van Nistelrooy avec Manchester United.

| PSV Eindhoven (4)                                                                                         | Manchester United (4) | Real Madrid (3) |
| --- | --- | --- |
| - Eredivisie (1) : - Champion en 2000 et 2001 - Supercoupe des Pays-Bas (2) : - Vainqueur en 1998 et 2000 | - Premier League (1) : - Champion en 2003 - Vice-Champion en 2006 - Coupe d'Angleterre (1) : - Vainqueur en 2004 - Finaliste en 2005 - Coupe de la Ligue (1) : - Vainqueur en 2006 - Finaliste en 2003 - Community Shield (1) : - Vainqueur en 2003 - Finaliste en 2001 | - Liga (2) : - Champion en 2007 et 2008 - Vice-Champion en 2009 et 2010 - Supercoupe d'Espagne (1) : - Vainqueur en 2008 - Finaliste en 2007 |

### Entraîneur
| PSV Eindhoven (2) |
| --- |
| - Eredivisie (0) : - Vice-champion en 2023 - Coupe des Pays-Bas (1) : - Vainqueur en 2023 - Supercoupe des Pays-Bas (1) : - Vainqueur en 2022 |

### Distinctions personnelles
- Élu Footballeur de l'année aux Pays-Bas en 1999 et 2000
- Élu Joueur de l'année PFA du Championnat d'Angleterre en 2002
- Élu Meilleur joueur de l'année de Manchester United en 2002 et 2003
- Élu Meilleur attaquant de l'année UEFA en 2003
- Élu Joueur du mois du championnat d'Angleterre en décembre 2001, février 2002 et avril 2003
- Membre de l'équipe-type de l'Euro 2004
- Membre de l'équipe-type de l'année PFA de Premier League en 2002 et 2004
- Membre de l'équipe-type d'European Sports Media : 2002[125]
- Membre de l'équipe type de l'année UEFA en 2003
- Meilleur buteur mondial de l'année (IFFHS) en 2002 (14 buts)
- Meilleur buteur mondial de la décennie entre 2001-2010 (86 buts)[126]
- Meilleur buteur du championnat d'Angleterre en 2002-2003 (25 buts)
- Meilleur buteur du Championnat des Pays-Bas en 1998-1999 (31 buts) et 1999-2000 (29 buts)
- Meilleur buteur de la Ligue des Champions en 2001-2002 (10 buts), 2002-2003 (12 buts) et 2004-2005 (8 buts)
- Meilleur buteur du Championnat d'Espagne en 2006-2007 (25 buts)
- Meilleur joueur du Championnat d'Espagne en 2007
- Nommé au FIFA 100 en 2004

## Œuvres caritatives
Il crée avec son épouse Leontien (photographe de métier), la fondation "Friends of Ruud & Leontien". Cette fondation, partenaire de SOS Villages d'enfants aux Pays-Bas a pour but, notamment, de construire une maison familiale à Moreilia, au Mexique.